# Finnegans Wake
A Finnegans Wake, magyarul: Finnegan ébredése James Joyce regénye Finnegan építőmester haláláról, és arról a halotti torról szól, ahol az öreg Finnegan felül a ravatalon, mert a civakodó haverjai véletlenül leöntik a legjobb ír whiskey-vel.

## A mű
Joyce az Ulysses után 16 évig dolgozott e talányos regényén. A Finnegan építőmester a bukás és fölemelkedés, halál és föltámadás végtelen folyamatát tárja föl körkörös szerkezetben. A cselekmény váratlan fordulatokban bővelkedik, szereplők tűnnek el, lényegülnek át, térnek vissza.
„Finnegan a régi dublini kuplé részeges építőmestere, aki leesett az állványzatról, meghalt, amikor azonban a komák összevesztek a halottvirrasztás alatt, és whiskys üvegeket hajigáltak egymáshoz s egy csepp a halott arcára cseppent, Finnegan felült a ravatalon.  (…) A könyv nem Finneganről szól, bár az elején lévő ős-ős rétegekbe szőve szerepel a fenti történet, hanem valakiről, aki Finnegan nyomdokait követi, mint ahogy minden igazi hős, győzelmeivel és bukásával valakinek a nyomdokában jár. (…) A könyv „hőse” mai dublini polgár: Humphrey Chimpden Earwicker kocsmáros. Dublin fő szórakozó helyén a Phoenix-parkban él feleségével, Anna Lívia Plurabellával, ikerpár fiukkal Shem-mel és Shaun-nal és lányukkal, Izabellával. E prózai valóság azonban az álom fermentáló erejének hatására végtelen terjedelmű tésztává dagad, s a kelés közben körül növi a világot.”
A regény soknyelvű szójátékokkal, nyelvi furfangokkal van elárasztva. Mély, igazi humorral teli ironikus világrajz, karneváli, rabelais-i játék az emberi létről, sorsról, világtörténelemről.
A Finnegan ... olyan, mint az erős méreg. Ha valaki belőle sokat iszik, meghülyül, ha tíz cseppet, halálos melankóliából is meggyógyul. Éspedig percek alatt.
A hosszú éveken át írt Finnegan ... az angol olvasó számára is akadályverseny. Fordítását meg lehetett kísérelni, de aki merte, annak is meg kellett hátrálnia. Azok, akik a rejtelmes angol – és közben más nyelvekből is kevert – ... szöveget elolvasták (vagy azt mondják, hogy elolvasták), ahányan vannak, annyiféleképpen mondják el, mi van abban a könyvben.
James Joyce Finnegans Wake-jében, melynek szerkezete – pontosabban menete – a vicces kocsmadalba foglalt históriát követi bizonyos Tim Finnegan nevezetű malteroslegényről, aki részegen leesvén az állványzatról nyakát törte, de amikor felravatalozták, a halottvirrasztást (ezt jelenti a „wake” szó) szokás szerint kísérő részeg verekedés során ráömlött whiskeytől (ír „uisce beatha”, jelentése „az élet vize”), láss csodát: feltámadt.
A könyv először 1939-ben jelent meg. A 20. századi irodalom egyik legrejtélyesebb, szövevényes regénye.

## Anna Livia Plurabelle

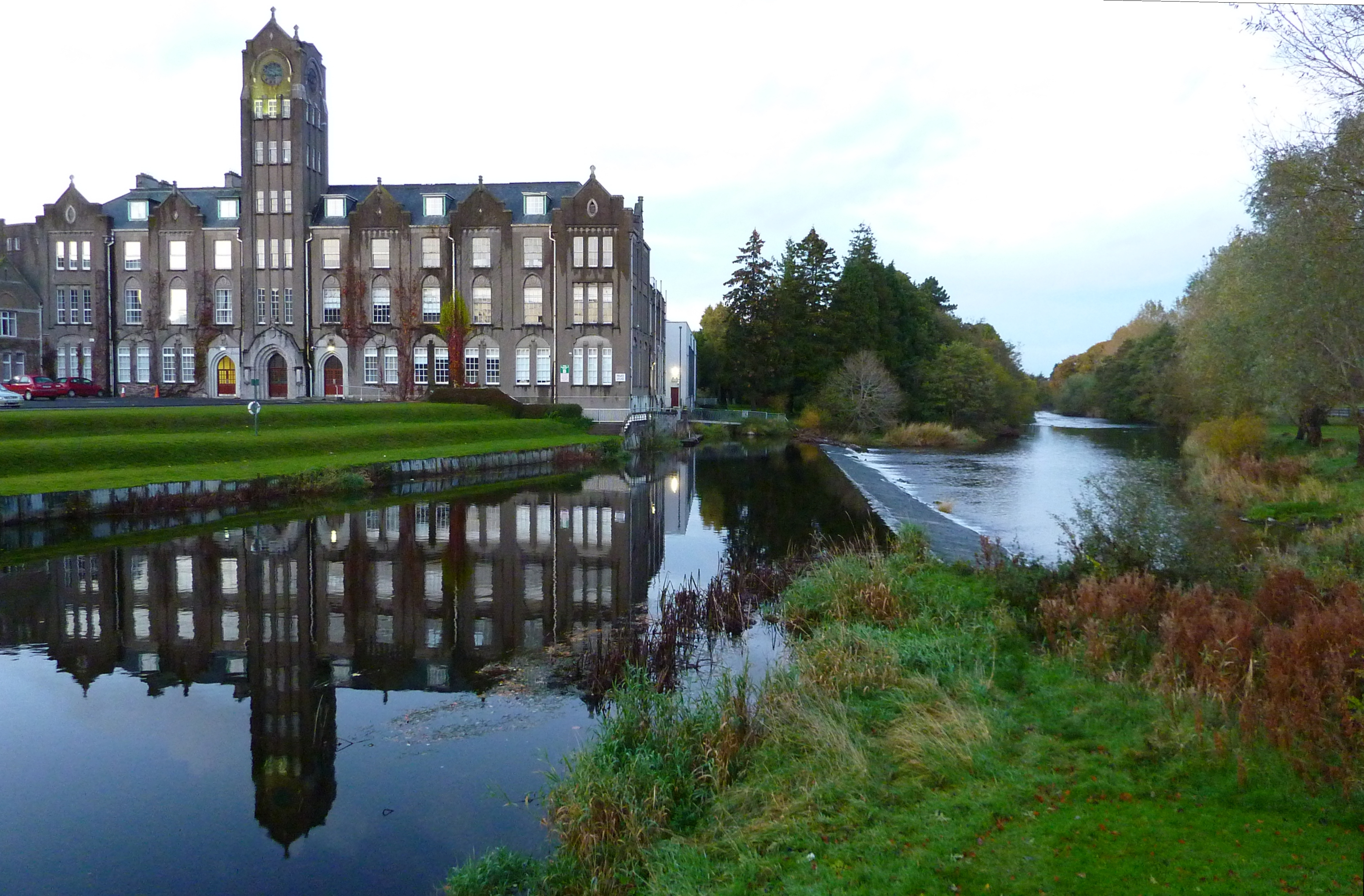
Liffey

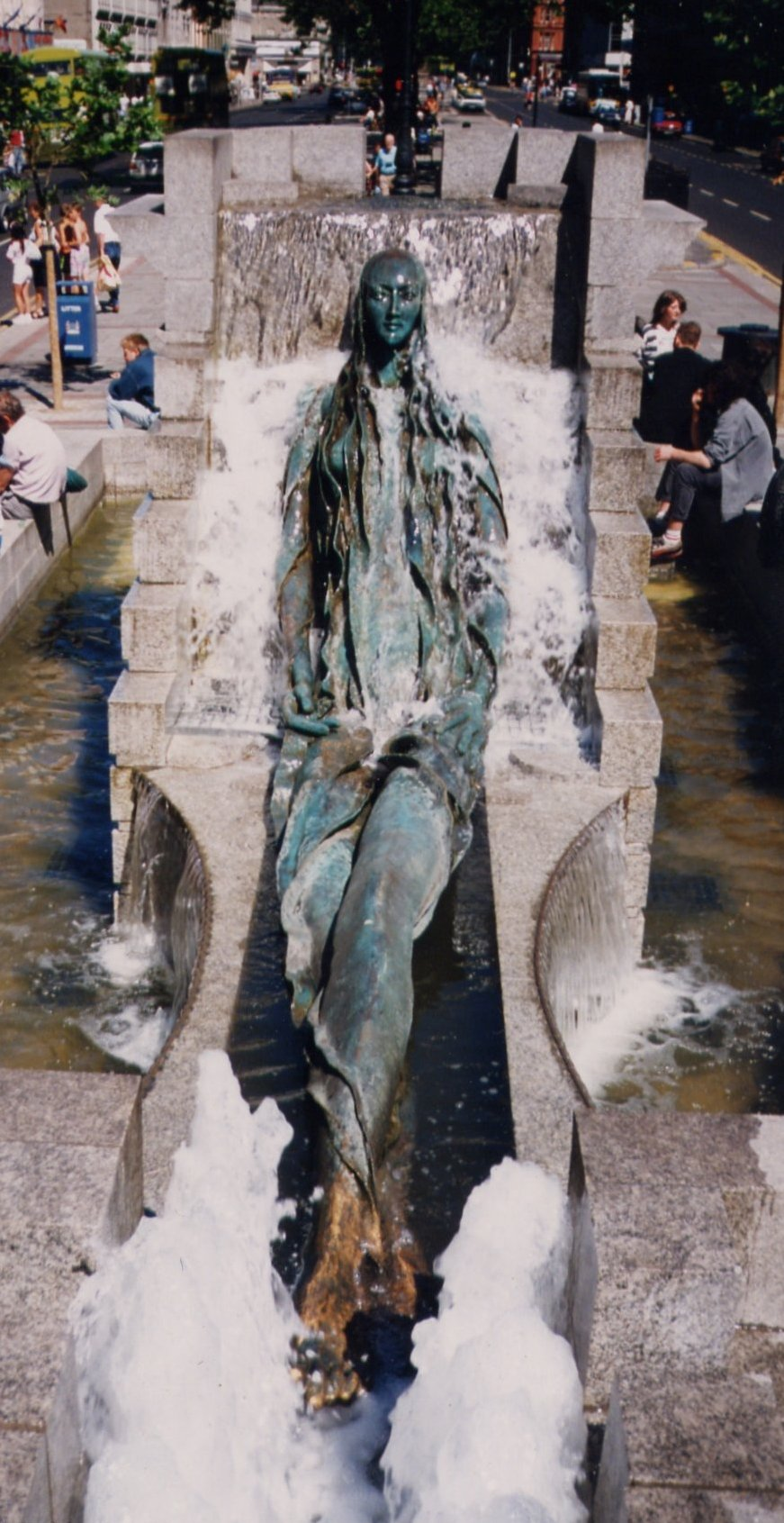
Anna Livia Plurabelle

Anna Livia Plurabelle a Finnegans Wake egy fontos szereplője, a Dublint átszelő Liffey megtestesülése. Anna Livia Plurabelle az örök nő, a végtelen hang, a történetek folyója.

## Magyarul
- "Szemelvények a "Finnegans Wake"-ből" (Híd, 1964. november, 1241-1256 o. Magyar Műhely, Párizs, 1973. szeptember, 9-59. o. és 1979. június, 22-27. o.) ford., bev. és jegyzetekkel ellátta Bíró Endre
- James Joyce: Finnegan ébredése: részletek, Budapest, Holnap Kiadó, 1992 és 1994, ford., bev. és jegyzetekkel ellátta Bíró Endre